# سمك مضيء

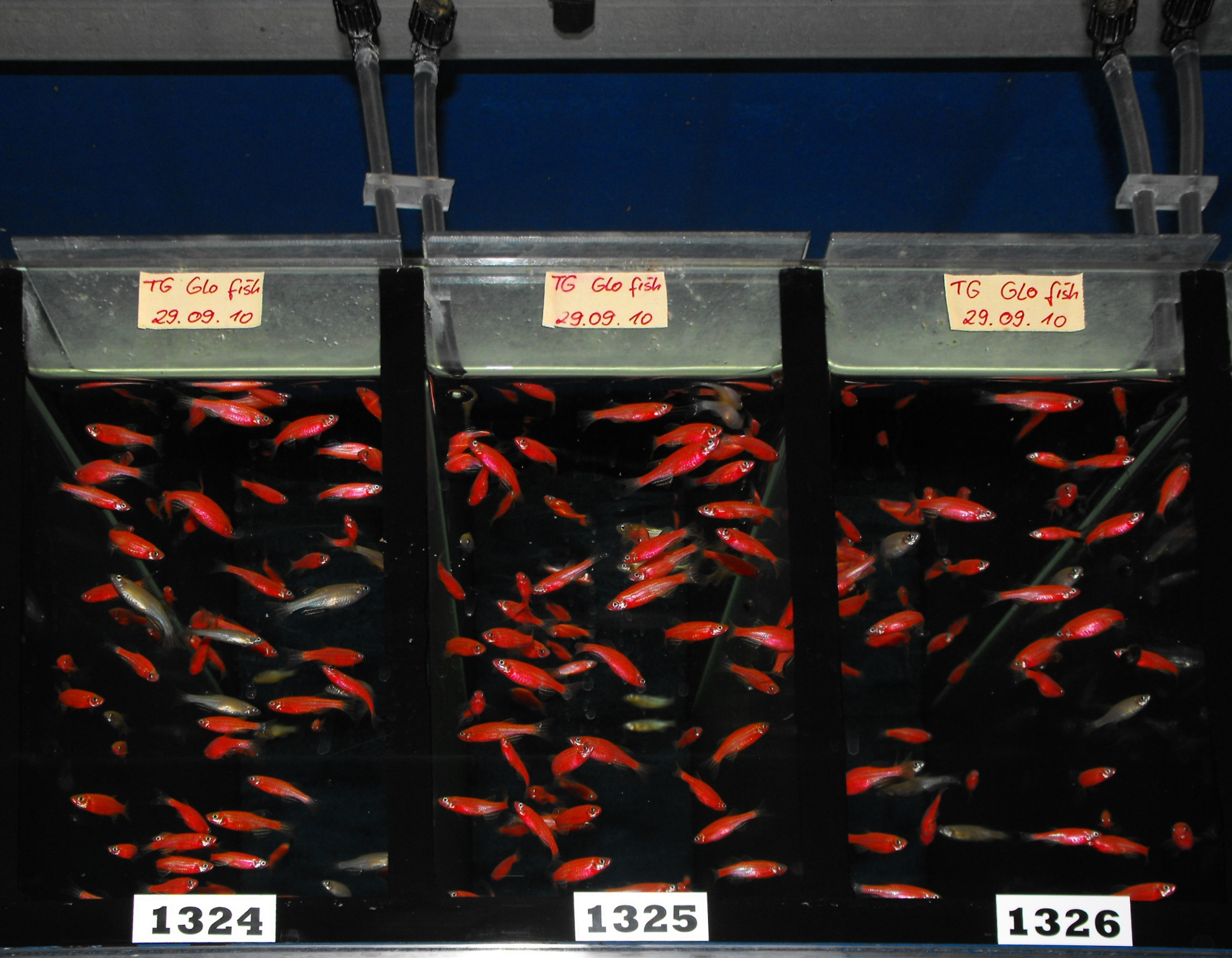

الغلوفيش أو السمك المتوهج أو السمك المضيء  (بالإنجليزية: GloFish)‏ هو نوع من السمك الفلوري المُعدل جينياً عن طريق الهندسة الوراثية. يعتبر علامة تجارية حاصلة على براءة اختراع.  
تباع الأسماك المضيئة حاليا في السوق. الدانيو المخطط كان أول نوع من السمك المضيء المتاح في متاجر الحيوانات الأليفة، ولكنها أصبحت الآن تباع بألوان الفلورسنت الأحمر والأخضر والبرتقالي والأزرق والوردي والأرجواني.

## الضعف في الافتراس
السمك المضيء أكثر عرضة للافتراس مقارنة بالنوع البري، وفقاً لدراسة نشرت في عام 2011.

## النتائج التطورية
وفقاً لمقال نُشر في عام 2015 ، كان للذكور من النوع البري ميزة كبيرة مقارنةً بالسمك المضيء المعدل جينياً عندما يتعلق الأمر بالتزاوج. حسب تجارب التزاوج التي تم تحليلها في الدراسة، كانت الذكور من النوع البري قادرة على التزواج والانجاب أكثر بمرتين من الأسماك المعدلة وراثياً، وذلك بسبب طبيعتها الأكثر عدوانية.
ومع ذلك، في دراسة سابقة تمت الإشارة إليها، فضلت إناث الدانيو المخطط السمك المضيء المعدل جينياً بدلاً من النوع البري.